# Unternehmen Fischreiher
Unternehmen Fischreiher war der Deckname einer deutschen Militäroperation zur Fortsetzung der Offensive (Fall Blau) der Heeresgruppe B im Jahr 1942 im Deutsch-Sowjetischen Krieg wolgaabwärts mit Ziel Astrachan auf dem Weg nach Stalingrad. Zur gleichen Zeit war die Heeresgruppe A mit der Durchführung des Unternehmens Edelweiß beauftragt.

## Ziel des Unternehmens
Auszug aus der Weisung Nr. 45 Adolf Hitlers für die Fortsetzung des Unternehmens Braunschweig: „Der H.Gr. B fällt – wie bereits befohlen – die Aufgabe zu, neben dem Aufbau der Donverteidigung im Vorstoß gegen Stalingrad die dort im Aufbau befindliche feindliche Kräftegruppe zu zerschlagen, die Stadt selbst zu besetzen und die Landbrücke zwischen Don und Wolga sowie den Strom selbst zu sperren. Im Anschluß hieran sind schnelle Verbände entlang der Wolga anzusetzen mit dem Auftrag, bis nach Astrachan vorzustoßen und dort gleichfalls den Hauptarm der Wolga zu sperren. Diese Unternehmen der H.Gr. B erhalten den Decknamen ‚Fischreiher‘ – Geheimschutz: Geheime Kommandosache. Führerhauptquartier, den 25. Juli 1942.“